# 後藤亜弥
後藤 亜弥（ごとう あみ、1993年12月9日 - ）は、静岡県出身の元女子サッカー選手。ポジションはフォワード。

## 来歴
常葉学園橘高校（現・常葉大学附属橘高校）に所属していた2010年8月に、U-17女子ワールドカップに臨むU-17日本代表に選出された。大会ではグループステージのベネズエラ戦に途中出場した。
その後、日本体育大学に進学、2013年夏季ユニバーシアードの日本代表に選出された。
日本体育大学卒業後は日体大FIELDS横浜でプレーした。2019年に、ルクレMYFCに移籍。
2019年限りで引退し、2020年からは母校・常葉学園橘で指導を受けた半田悦子監督に誘われ、常葉大学附属橘高校のコーチに就任した。翌2021年からは退任した半田の後任として監督に就任した。

## 代表歴
- U-17日本代表
  - 2010 FIFA U-17女子ワールドカップ; 準優勝（1試合出場）
- ユニバーシアード日本代表
  - 2013年夏季ユニバーシアード; 5位